# 문도영
문도영(한국 한자: 文道寧, 1977년 9월 28일 ~ )은 대한민국의 전 축구 선수이며, 포지션은 수비수였다.